# Victor Mahl
Victor Mahl (* 28. Oktober 1889 in Twickenham, Middlesex; † 2. April 1915 in Southampton) war einer der ersten englischen Piloten und Chefingenieur bei der Sopwith Aviation Company.

## Leben
Nach seinem Studium im Maschinenbau wurde er 1912 von Thomas Sopwith als Ingenieur bei der neu gegründeten Sopwith Aviation Company eingestellt. Am 14. Mai 1914 erhielt er seine Pilotenlizenz und wurde Testpilot bei Sopwith. Am 20. April 1914 startete eine von Victor Mahl konstruierte Maschine bei der Schneider-Trophy in Monaco, es war eine  Wasserflugzeugvariante der Sopwith Tabloid. Mahl hatte einen 100 PS starken Gnôme Monosoupape-Sternmotor eingebaut und der Pilot Howard Pixton gewann die Trophy mit einem neuen Rekord für Wasserflugzeuge. Die Maschine erreichte eine Geschwindigkeit von 139,74 km/h.
Beim Testflug am 1. November 1914 mit einem Sopwith Wasserflugzeug kam es zu einem Unfall bei einer Wasserlandung, der Konstrukteur des Flugzeuges R. Austen wurde dabei getötet, Victor Mahl konnte sich aus dem überkopf im Wasser treibenden Flugzeug befreien und auf den Schwimmer des Wasserflugzeuges begeben. Er wurde durch eine Bootsbesatzung gerettet.
Am 2. April 1915, während der Testserie für ein neues Wasserflugzeug in Southampton, verstarb Victor Mahl im Alter von 25 Jahren an einer Blinddarmentzündung.